# Militärflugplatz Grosseto

i7
i11
i13
Der Militärflugplatz Grosseto (IATA-Code: GRS, ICAO-Code: LIRS) liegt in der mittelitalienischen Region Toskana, rund zwei Kilometer westlich der Provinzhauptstadt Grosseto. Er ist eingeschränkt auch für den zivilen Luftverkehr geöffnet. Aus diesem Grund wird er auch als Aeroporto di Grosseto bezeichnet oder nach seiner Lage in der Maremma Aeroporto della Maremma genannt.

## Infrastruktur
Der Flugplatz verfügt über eine knapp drei Kilometer lange Start- und Landebahn (03/21). Eine parallel dazu verlaufende Rollbahn kann bei Bedarf als weitere Piste genutzt werden. Die Bahnen sind im Norden, Westen und Süden von militärischen Anlagen umgeben. Genutzt werden sie vom 4º Stormo, einem mit Eurofighter Typhoon ausgerüsteten Jagdgeschwader der italienischen Luftwaffe. Der Haupteingang der Basis befindet sich im Norden an der Landstraße SP 3.
Östlich der Pisten befindet sich ein kleiner ziviler Teil. Es gibt ein kleines Vorfeld und ein kleines Abfertigungsgebäude, welches von Osten her über die Via Andrea Orcagna zu erreichen ist. Maximal zwei Passagierflugzeuge der Größe einer A320 können gleichzeitig abgefertigt werden, hinzu kommt die in Grosseto zugelassene Allgemeine Luftfahrt. Der örtliche Aeroclub hat hier ebenfalls seinen Sitz.

## Geschichte
Bereits vor dem Ersten Weltkrieg wurden bei Grosseto einige Flugfelder angelegt. Während des Krieges testete hier die Firma Ansaldo Doppeldecker von Typ SVA. Der heutige Militärflugplatz entstand 1926. Nach einigen Ausbaumaßnahmen richtete man 1935 eine Flugschule ein, an der Unteroffiziere zu Piloten ausgebildet wurden, unter anderem auf den Mustern Caproni Ca.100 und IMAM Ro.37, ab 1940 dann unter anderem auf der Caproni Ca.310. 
Im Zweiten Weltkrieg belegte die Luftwaffe der Wehrmacht den Platz und betrieb hier von 1939 bis Juni 1943 die Torpedoschule der Luftwaffe (ab Juni 1941 in Kampfschulgeschwader 2, ab März 1943 in Kampfgeschwader 102 umbenannt). Aufgrund dessen wurden in diesem Zeitraum immer wieder deutsche Kampfgeschwader hierher verlegt, die ihren Schwerpunkt in der Schiffsversenkung hatten. So waren hier von Dezember 1941 bis April 1942 die II. Gruppe des Kampfgeschwaders 40 (II./KG 40) mit der Dornier Do 217, sowie von Februar bis April 1942 die III./KG 26 (Heinkel He 111H) stationiert. Von November 1942 bis Januar 1943 lag das gesamte Kampfgeschwader 26 hier, bevor im Juli 1943 die II./KG 76 (Junkers Ju 88A) kam. Im April und Mai 1943 griffen US-Bomber den Flugplatz und die Stadt Grosseto an und richteten schwere Schäden an. Die vorrückenden Alliierten besetzten den Flugplatz am 15. Juni 1944 und setzten ihn notdürftig wieder instand. In den Jahren 1944/45 operierten von hier aus mehrere US-Verbände: die 57th Fighter Group und die 86th Fighter Group auf P-47 Thunderbolt sowie die 47th Bombardment Group auf A-20B Havoc und A-26 Invader.
Nach Kriegsende blieb der Militärflugplatz mehrere Jahre verwaist. Begrenzte Wiederaufbaumaßnahmen ermöglichten Anfang der 1950er Jahre eine bescheidene zivile Nutzung. Wegen des eskalierenden Kalten Krieges beschloss man den erneuten Ausbau zum Militärflugplatz, was bis 1958 weitgehend abgeschlossen werden konnte. Ab 1959 verlegte das noch heute in Grosseto stationierte 4. Jagdgeschwader von Pratica di Mare bei Rom auf den toskanischen Flugplatz. Der damaligen Luftwaffenstruktur entsprechend hatte der Verband einen Brigade-Status (4ª Aerobrigata) mit drei fliegenden Staffeln (IX., X. und XII. Gruppo) auf F-86K Sabre. Da 1960 der unweit von Pratica di Mare gelegene Flughafen Rom-Fiumicino eröffnen sollte, konnte ein Jagdverband dieser Größe aus Flugsicherungsgründen nicht mehr in unmittelbarer Nähe des zivilen Großflughafens bleiben. Mit dem Geschwaderstab zog die 9. Staffel definitiv nach Grosseto, die 10. Staffel nutzte den Militärflugplatz Grazzanise bei Neapel, die 12. Staffel den Militärflugplatz Gioia del Colle bei Bari als vorgeschobenen Stützpunkt. Nach der Umrüstung auf die F-104 Starfighter blieben die beiden letzteren Einheiten ab 1966 ganz auf diesen Stützpunkten und wurden den dort angesiedelten Geschwadern unterstellt. Im Gegenzug erhielt man in Grosseto eine Ausbildungsstaffel (20.), die fast vier Jahrzehnte lang alle angehenden italienischen Starfighter-Piloten schulte.
Im März 2004 erhielt das 4. Geschwader in Grosseto seinen ersten Serien-„Eurofighter“ und begann damit als erstes italienisches Geschwader die Umrüstung auf das neue Jagdflugzeug. Im Zuge der Erprobung der F/TF-2000A Typhoon, so die italienische Bezeichnung des Jets, kam es im Dezember 2004 zu einem Wettbewerb, der viel Aufsehen erregte. Auf der Startbahn des Militärflugplatzes Grosseto trat Michael Schumacher auf einem Ferrari F2003-GA gegen einen doppelsitzigen „Eurofighter“ TF-2000A an, den der Testpilot Maurizio Cheli steuerte. Das 600-Meter-Beschleunigungsrennen entschied Schumacher für sich, auf der 900- und der 1200-Meter-Distanz musste er sich dem Eurofighter Chelis knapp geschlagen geben.

## Heutige Nutzung
Der Militärflugplatz Grosseto ist neben Gioia del Colle eine von zwei Haupteinsatzbasen (Main Operating Base) der Eurofighter F/TF-2000A Typhoon. Wie schon bei den Starfighter-Piloten werden auch alle angehenden italischen Typhoon-Piloten in Grosseto ausgebildet. Daneben stellt das Geschwader die QRA-Rotte zur Sicherung des Luftraums über Mittelitalien.
Daneben wird er auch von Transportflugzeugen angeflogen, die Fallschirmjäger aus Siena aufnehmen. Auch für das in Grosseto stationierte Kavallerieregiment Savoia Cavalleria spielt er eine Rolle.

## Zivile Nutzung
Ein kleiner ziviler Teil wurde wenige Jahre nach der Wiedereröffnung des Militärflugplatzes eingerichtet. Er sollte zur touristischen Entwicklung des strukturschwachen Maremma-Gebietes, der Halbinsel Monte Argentario und auch des toskanischen Archipels betragen. In den 1960er und 1970er Jahren fertigte man in Grosseto rund 15.000 Passagiere jährlich ab. Der Flugplatz wurde von verschiedenen europäischen Charterfluggesellschaften angeflogen, nach 1990 auch aus Russland. 1989 gründete man für den Betrieb des zivilen Teiles das Unternehmen Società di Esercizio dell’Aeroporto della Maremma S.p.A. (SEAM). In der Folge gelang es, das Vorfeld etwas auszubauen und im Jahr 2000 ein neues Abfertigungsgebäude mit einer jährlichen Kapazität von rund 100.000 Passagieren zu eröffnen.